# صوفيا المريخ
صوفيا المريخ (15 أكتوبر 1981)، هي مغنية ولدت في الدار البيضاء، المغرب. شاركت في ستار أكاديمي موسم أول.

## وصلات خارجية
- صوفيا المريخ على موقع قاعدة بيانات الأفلام العربية
- صوفيا المريخ على موقع ديسكوغز (الإنجليزية)